# Prevostscher Satz
Der Prevostsche Satz ist ein Konzept der Physik und wird in der Thermodynamik verwendet.
Pierre Prevost erkannte 1809, dass der Wärmeaustausch zwischen zwei verschieden heißen Körpern A und B in einem abgeschlossenen System folgendermaßen vor sich geht: der wärmere Körper A strahlt auf den kälteren Körper B einen bestimmten Betrag {\displaystyle S_{A}} an Strahlungsenergie ab, die von B absorbiert wird. Gleichzeitig empfängt Körper A auch von Körper B einen kleineren Betrag {\displaystyle S_{B}}. Da A mehr Energie abgibt als er empfängt, kühlt er sich langsam ab, während sich umgekehrt B aufwärmt, bis beide die gleiche Temperatur haben. In diesem dynamischen Gleichgewichtszustand sind die ausgetauschten Wärmemengen {\displaystyle S_{A}} und {\displaystyle S_{B}} gleich.
Die Bezeichnung Prevostscher Satz oder Prevostsche Theorie des Wärmeaustausches hat nur noch historische Bedeutung, da der beschriebene Zusammenhang heute selbstverständliche Grundlage der Strahlungsgesetze bildet.